# David Watkin
David John Watkin, (7 de abril de 1941 - 30 de agosto de 2018) foi um historiador da arquitetura britânico e apoiador da tradição clássica. Membro do Royal Institute of British Architects (RIBA) e da Society of Antiquaries of London (SAL) ,foi um bolsista emérito da Peterhouse, Cambridge, e professor emérito de História da Arquitetura no Departamento de História da Arte da Universidade de Cambridge, também lecionou no Instituto de Arquitetura do Príncipe de Gales. O principal interesse de pesquisa de Watkin foi a arquitetura neoclássica, particularmente do século XVIII até os dias atuais, tendo publicado amplamente sobre o assunto. Watkin foi autor de mais de 30 livros, incluindo a monumental edição de Sir John Soane’s Royal Academy Lectures (1996), posicionando o arquiteto como um profundo pensador e leitor em várias línguas, e a pesquisa German Architecture and the Classical Ideal 1740-1840 (1987, com Tilman Mellinghoff). Ele também escreveu A History of Western Architecture (1ª ed. 1986) e English Architecture: A Concise History (2ª ed. 1979), bem como monografias mais especializadas sobre outros arquitetos. Watkin foi um membro honorário do Royal Institute of British Architects, tornando-se vice-presidente do Grupo Georgiano,e membro do Conselho de Edifícios Históricos e seus órgãos sucessores no Patrimônio Inglês de 1980 a 1995.

Capa do Livro Uma História da Arquitetura Ocidental

Uma História da Arquitetura Mundial (A History of Western Architecture), teve sua primeira edição publicada em 1986, em uma época em que o mundo da arquitetura estava começando a transcender o movimento modernista e a questionar seus dogmas e certezas. O livro escrito por David Watkin, que conta com setecentas páginas, analisa a evolução das formas arquitetônicas da antiguidade até a atualidade, com ênfase no decorrer de três milênios de história da humanidade, nos quais são abordados a forma e a evolução dos estilos arquitetônicos das civilizações antigas. No livro o autor combina uma descrição das construções e monumentos mais memoráveis da arquitetura ocidental com uma análise das mesmas, de acordo com a percepção estética e os padrões arquitetônicos prevalentes em cada período. O livro também traça um paralelo entre os eventos e acontecimentos históricos que contribuíram para a formação de uma série de estilos e escolas, além de também abordar a arquitetura e o planejamento urbano das cidades e interpretar os aspectos sociais e econômicos das sociedades nos centros urbanos analisados, sem desconsiderar uma análise pautada no indivíduo característico do determinado contexto.

## Aspectos da obra
O livro marcou a virada entre os séculos XX e XXI, sendo um dos mais importantes estudos historiográficos de Watkin e impactando o mundo da arquitetura na época. A obra é uma tentativa de contar a história da civilização ocidental e mostrar como o vocabulário da arquitetura clássica tem sido utilizado, considerando suas diversas aplicações e inovações, não apenas no que se trata dos mais variados tipos edílicos presentes na sociedade ocidental, mas também do avanço tecnológico promovido pelo desenvolvimento da mesma, assim como os ideais culturais e bens existentes em deferentes contextos, culturas, climas e lugares.
David Watkin aponta a importância da tradição clássica como uma força motriz para a criação de novos estilos arquitetônicos. Nesse sentido o autor defende que através da observação do padrão de sucessivas revivências do classicismo, várias gerações tiveram que redescobrir a linguagem clássica por sua conta, visto que os arquitetos sempre se mantiveram curiosos acerca dos segredos contidos no design antigo, no design do famigerado império romano.Portanto, após inúmeras pesquisas e experiências na busca por encontrar o segredo por trás de tão famigerado design inúmeros arquitetos ao longo das eras como Alberti e Brunelleschi no século XV, Palladio no século XVI, Perrault no século XVII, Adam no século XVIII, Schinkel no século XIX e Lutyens no século XX, todos eles redescobriram a linguagem do ritmo da arquitetura clássica que ressignificaram as suas épocas.
No entanto, em diferentes períodos a mesma forma pode ser revivida com intenções muito diferentes e evocar diferentes conjuntos de conceitos e ecos. Dessa forma, Thomas Jefferson usou um classicismo inspirado na Grécia antiga para simbolizar os princípios democráticos do século XVIII na América, enquanto formas semelhantes tinham correlações muito diferentes na Alemanha da década de 1930, quando o governo nazista buscava afirmar seu prestígio engajando-se em símbolos reconhecidos por seus valores no passado clássico. Lembrando que a arquitetura em si não é totalitária nem democrática, esses são apenas exemplos de usos atribuídos a ela em diferentes épocas e contextos ao longo da história.

## A estrutura do livro
O autor cobre a história da arquitetura ocidental em dez capítulos, a começar pelas civilizações que precederam o aparecimento da arquitetura clássica na Grécia antiga , enfatizando sua importância, em seguida Watkin aborda o que seria intitulada como "A Fundação Clássica’’, que compreende as arquiteturas grega, helenística e romanas. Assim, no primeiro capítulo de seu livro, ele se refere às primeiras civilizações da Mesopotâmia e do antigo Egito. Portanto, o livro inicia sua jornada retratando os primeiros templos mesopotâmicos datados de 3600 a.C, e em seguida, percorre todos os principais movimentos arquitetônicos, incluindo clássico, bizantino, gótico, renascentista, barroco, modernismo e o resto do século XX. Como o título sugere, o livro se concentra na parte ocidental do mundo, tendo a Europa, Escandinávia e América do Norte como o foco principal. Por esse motivo o autor acaba por desconsiderar a contribuição que outras culturas arquitetônicas, como a islâmica e a egípcia tiveram para a arquitetura ocidental.
Na segunda parte de seu livro Watkin dedica um tempo considerável à herança cristã e bizantina primitiva e à arquitetura carolíngia e romântica.Em seguida, ele continua com a análise de molduras e com a apresentação de exemplos do que ele mesmo chamaria de ‘’Experimento Gótico’’. Em seguida o autor aborda a Harmonia do Renascimento e a Expansão Barroca. E também as transformações que procederam nos séculos XVIII e XIX com as novas direções arquitetônicas até a criação do arranha-céu. Finalmente, ele se concentra na arte nouveau e no século XX. Aqui, ele destaca o espírito da nova era quando os princípios clássicos foram negligenciados ou desvalorizados pelo movimento moderno. Além disso, analisa os diversos movimentos, como expressionismo, futurismo, moderno e pós-moderno, e eventualmente comenta sobre a arquitetura do novo milênio e os inovadores softwares de desenho assistido por computador.
A título indicativo, os títulos dos capítulos são os seguintes:

1. Mesopotâmia e Egito
2. O fundamento clássico: grego, helenístico, romano
3. Cristãos primitivos e bizantinos
4. Carolíngia e Românica
5. O experimento gótico
6. Harmonia do Renascimento
7. Expansão Barroca
8. Século XVIII
9. O século XIX
10. Arte Noveau
11. O século XX e além